# Pilledrager
Pilledrager (Pilularia globulifera) er en bregne med 5-10 cm lange, oprette trådformede blade. Den vokser ved f.eks. lavvandede søer. Planten anses for at være truet og er fredet i flere lande.

## Beskrivelse
Pilledrager er tilhører Vandbregne-ordenen og er den eneste vandbregne i Skandinavien. Den lever i vand, og den 1 mm tykke jordstængel har led-knuder som 2-3 bladstilke skyder op fra. Bladene er cylindriske, tydne og trådformede, og vokser lodret op. Bladene er 5-10 cm lange. Unge blad er indrullet foroven.
Sporehusene har fire rum, og sidder som 0,5 cm brede, mørkebrune, kugleformede kapsler ved led-knuderne, hvor bladene starter. Planten formerer sig ved hjælp af heterospori med to typer sporer. Se Vandbregne-ordenen vedrørende heterospori.

## Voksested
Pilledrager trives i lavvandede (op til 30 cm vanddybde) næringsfattige ferskvands-områder, f.eks. dyndede søbredder og grøftekanter, på sand eller tørv.
Pilledrager vokser i det sydlige Skandinavien og nordlige Europa. I Danmark er den sjælden, hvor den er kendt fra Jylland, Nordsjælland og Bornholm.
Planten anses for at være truet og er på den danske rødliste. I flere lande er den fredet eller beskyttet på anden vis.
| Portal | Portal:Botanik |